# 206 (عدد)
206 هو عدد صحيح. طبيعي بين 205 و207

## في الرياضيات

### خصائص
- 206عدد زوجي
- 206عدد ناقص